# Ги I (граф Суассона)

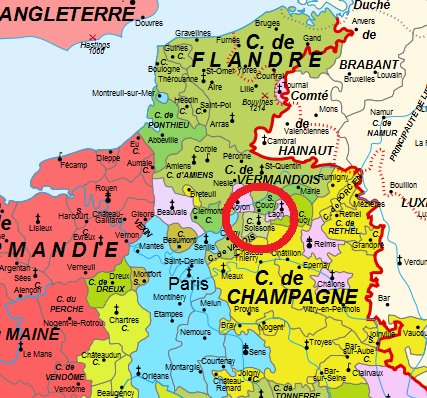

Ги I (Guy Ier) (ум. после 986) — граф Суассона, представитель суассонских Каролингов.
Сын Герберта II, графа Вермандуа, и Адели Французской. Некоторые историки считают его не сыном, а внуком Герберта II. Впервые упоминается в документе 974 г.
До него графом Суассона был некий Валдрик, упоминаемый в документе от 19 июня 966 года.
Основал аббатство Мон-Сен-Кантен (под Перонном), в 980-е гг. совершил паломничество в Рим.
Жена — Аделиза, дочь графа Гильберта (Гизельберта), происхождение которого не известно. Дети:
- Аделиза, жена Ноше I, графа Бар-сюр-Оба.
- Рено (ум. 1057), граф Суассона. Согласно Europäische Stammtafeln, Рено был сыном Ноше I, графа Бар-сюр-Оба — зятя Ги I.